# Poljana dr. Franje Tuđmana
Poljana dr. Franje Tuđmana je ulica u bjelovarskoj gradskoj četvrti Logor.
Unutar Poljane nalaze se: Gradski stadion Bjelovar, IV. osnovna škola, srednjoškolski centar, učenički dom i Dvorana europskih prvaka. Neizgrađeni dio Poljane dr. Franje Tuđmana je u planu preuređenja u sportsko-rekreacijski park.